# Bärnbach (powiat Voitsberg)
Bärnbach – miasto w Austrii, w kraju związkowym Styria, w powiecie Voitsberg. Liczy 5630 mieszkańców (1 stycznia 2015).
Miejscowość znana z ręcznego wytwarzania szkła przez firmę Stölzle-Oberglas, górnictwa (obecnie kopalnia ze względu na nieopłacalność jest zamknięta) i kościoła katolickiego św. Barbary (Sankt Barbara) wybudowanego w roku 1948 i ozdobionego w roku 1988 przez Friedensreicha Hundertwassera. Witraże wewnątrz zostały zaprojektowane przez Franza Weissa. Wokół kościoła znajdują się portyki z symbolami ważnych religii świata.
W parku miejskim w Bärnbach znajduje się fontanna Mojżesza, zaprojektowana w 1998 roku przez Ernsta Fuchsa, założyciela „wiedeńskiej szkoły realizmu fantastycznego”.

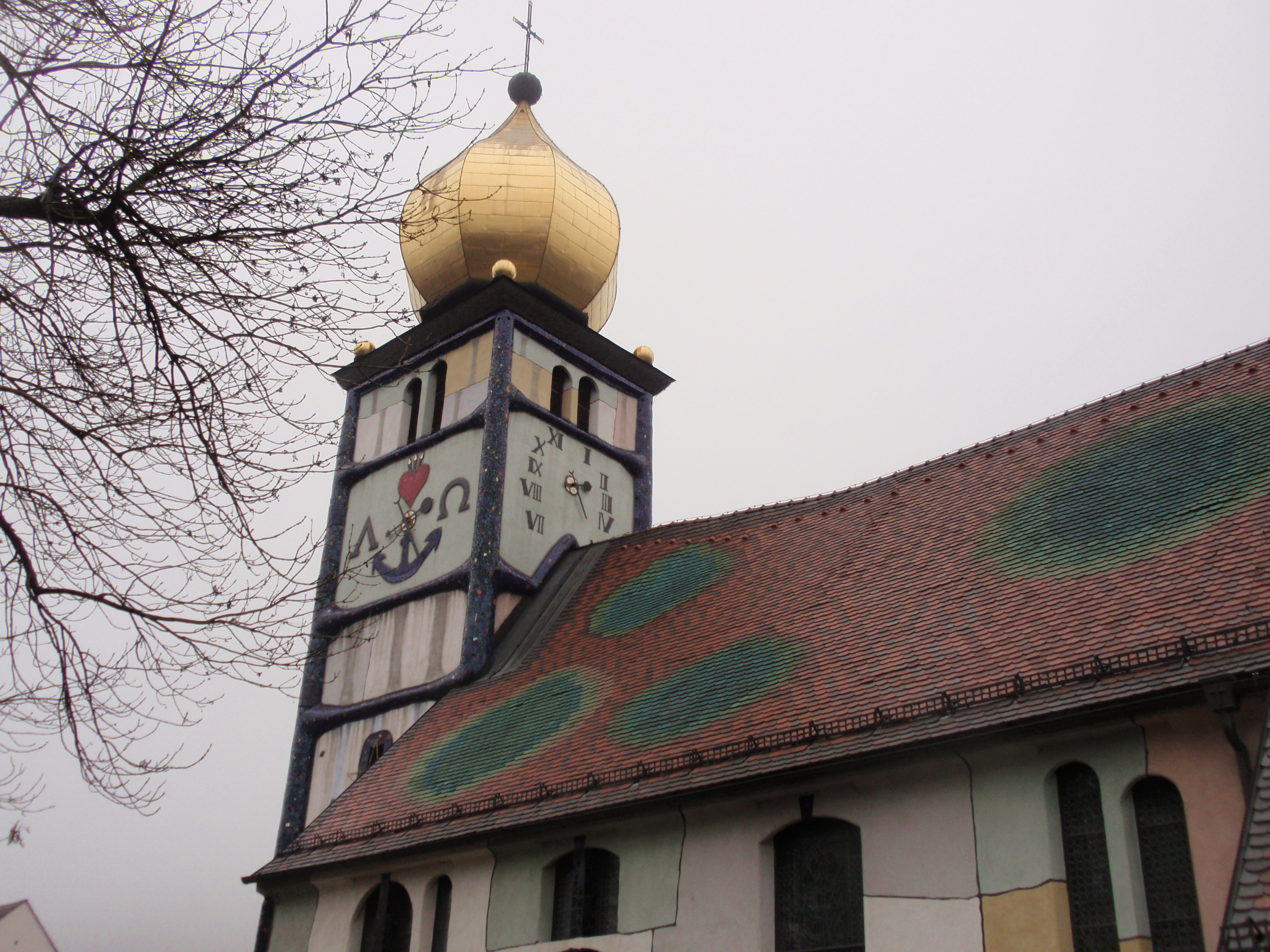
Kościół św. Barbary (Sankt Barbara) w Bärnbach